# Challenger de Pau
El Teréga Open Pau–Pyrénées es un torneo profesional de tenis. Pertenece al ATP Challenger Tour. Se juega desde el año 2019 sobre pistas de dura bajo techo, en Pau, Francia.

## Palmarés

### Individuales
| Año  | Campeón           | Finalista      | Resultado       |
| ---- | ----------------- | -------------- | --------------- |
| 2019 | Alexander Bublik  | Norbert Gombos | 5–7, 6–3, 6–3   |
| 2020 | Ernests Gulbis    | Jerzy Janowicz | 6–3, 6–4        |
| 2021 | Radu Albot        | Jiří Lehečka   | 6–2, 7–65       |
| 2022 | Quentin Halys     | Vasek Pospisil | 4–6, 6–4, 6–3   |
| 2023 | Luca Van Assche   | Ugo Humbert    | 7–65, 4–6, 7–66 |
| 2024 | Otto Virtanen     | Leandro Riedi  | 7–5, 7–5        |
| 2025 | Raphaël Collignon | Patrick Zahraj | 6–2, 6–4        |

### Dobles
| Año  | Campeones                               | Finalistas                                | Resultado           |
| ---- | --------------------------------------- | ----------------------------------------- | ------------------- |
| 2019 | Scott Clayton Adil Shamasdin            | Sander Arends Tristan-Samuel Weissborn    | 7–64, 5–7, [10–8]   |
| 2020 | Benjamin Bonzi Antoine Hoang            | Simone Bolelli Florin Mergea              | 6–3, 6–2            |
| 2021 | Romain Arneodo Tristan-Samuel Weissborn | Aisam-ul-Haq Qureshi David Vega Hernández | 6–4, 6–2            |
| 2022 | Albano Olivetti David Vega Hernández    | Karol Drzewiecki Kacper Żuk               | Walkover            |
| 2023 | Dan Added Albano Olivetti               | Julian Cash Constantin Frantzen           | 3–6, 6–1, [10–8]    |
| 2024 | Christian Harrison Brandon Nakashima    | Romain Arneodo Sam Weissborn              | 7–6(5), 6–4         |
| 2025 | Jakob Schnaitter Mark Wallner           | Alexander Blockx Raphaël Collignon        | 6–4, 6–7(5), [10–8] |